# Aldolkondenzáció
Az aldolkondenzáció szerves kémiai reakció, melynek során enol vagy enolátion és karbonilvegyület reakciójában β-hidroxialdehid vagy β-hidroxiketon köztiterméken keresztül vízkilépéssel konjugált enon keletkezik.
Az aldolkondenzáció fontos szintézismódszer, mely jól használható szén–szén-kötés kialakítására. A Robinson-anelláció reakciósorozatában is van egy aldolkondenzációs lépés, a Wieland–Miescher-keton termék számos szintetikus szerves reakció kiindulási anyaga. Az aldolkondenzációt általában az egyetemi szerves kémiai kurzusokon is tárgyalják, mint fontos új kötést kialakító reakciót, melynek mechanizmusa is fontos. Szokásos formájában a keton enolát nukleofil addícióval az aldehidhez kapcsolódik, így β-hidroxi-keton, más néven „aldol” (aldehid + alkohol) keletkezik, ez a szerkezeti egység számos természetes vegyületben és gyógyszermolekulában is megtalálható.
A reakció azon változatát, amelyben egy aldehid/keton és alfa-hidrogént nem tartalmazó karbonilvegyület reagál, Claisen–Schmidt-kondenzációnak hívják, Rainer Ludwig Claisen és J. G. Schmidt után, akik e reakciót egymástól függetlenül publikálták 1880-ban és 1881-ben.  Ilyen reakció például a dibenzilidénaceton szintézise.

## Reakciómechanizmus
A reakció első lépése az aldoladdíció, a második pedig egy dehidratációs (eliminációs) lépés, melyben egy víz- vagy alkoholmolekula lép ki. Utóbbit dekarboxileződés is kísérheti, ha aktivált karboxilcsoport is található a molekulában. Az aldoladdíciós termék dehidratációja kétféleképpen történhet: erős bázis, például kálium-terc-butoxid, kálium-hidroxid vagy nátrium-hidrid jelenlétében enolát mechanizmus, míg sav katalízis esetén enol mechanizmus szerint játszódik le.
 :
| Animation zum basenkat. Reaktionsmechanismus der Aldolkondensation | Animation zum säurekat. Reaktionsmechanismus der Aldolkondensation |
| A báziskatalízis animációja                                        | A savkatalízis animációja                                          |

## Fordítás
Ez a szócikk részben vagy egészben  az   Aldol condensation című angol Wikipédia-szócikk ezen változatának fordításán alapul.  Az eredeti cikk szerkesztőit annak laptörténete sorolja fel. Ez a jelzés csupán a megfogalmazás eredetét és a szerzői jogokat jelzi, nem szolgál a cikkben szereplő információk forrásmegjelöléseként.